# ويندي هيلز (لاعبة كريكت)
ويندي هيلز (1 أغسطس 1954 - ) (بالإنجليزية: Wendy Hills)‏ هي لاعبة كريكت أسترالية. شاركت مع منتخب أستراليا الوطني للكريكت.

## وصلات خارجية
- ويندي هيلز على موقع إي آس بي آن كريك إنفو (الإنجليزية)